# Info (televisieprogramma)
Info was de actualiteitenrubriek van de Veronica Omroep Organisatie (VOO) op de Nederlandse televisie dat van 1977, toen VOO C-omroep werd, tot en met 1982, toen VOO B-omroep werd, werd uitgezonden.
De presentatie was in handen van onder meer Ilona Visser later Ilona Hofstra.  De rubriek week af van de andere actualiteitenrubrieken doordat men vaak de man of vrouw op straat aan het woord liet en geen deskundige in de studio aan het woord liet uitzonderingen daargelaten..
Af en toe was er een Info-special waarbij één onderwerp werd behandeld. Doordat VOO nog weinig zendtijd had als C-omroep werd de rubriek onregelmatig uitgezonden.